# André Leguai
André Leguai, né à Moulins le 5 mars 1923 et mort à Dijon le 24 septembre 2000, est un enseignant-chercheur et historien français. Professeur des universités, titulaire d'une chaire d'histoire médiévale de l'Université de Bourgogne, il est spécialiste de l'histoire politique du Moyen Âge tardif de l'histoire du Bourbonnais.

## Biographie
Il fait ses études d'histoire à l'université de Dijon.
Il enseigne d'abord l'histoire et la géographie dans le secondaire aux lycées de Troyes et de Nevers, avant d'être nommé professeur à l'École normale d'instituteurs de Moulins en 1946. Parallèlement, il prépare ses thèses de doctorat consacrées au Bourbonnais à la fin du Moyen Âge, qu'il soutient en Sorbonne en 1959.
Il entre en 1965 à l'Université de Dijon comme maître-assistant. Il y fait toute la suite de sa carrière jusqu'à devenir professeur d'histoire du Moyen Âge et doyen de la faculté des lettres. Il prend sa retraite en 1989.
De 1973 à 1992, il est président de la Société bourbonnaise des études locales. Cette dernière fait paraître en 2002 un numéro spécial d'hommage sous la direction d'Olivier Mattéoni, qui prend la forme d'un recueil de ses articles les plus importants.

## Travaux
À travers ses thèses sur le duché de Bourbon, André Leguai a apporté une contribution importante à la connaissance du fonctionnement des "États princiers" dans la France de la guerre de Cent Ans, et notamment de leurs évolutions institutionnelles. Il justifie l'expression d'« État bourbonnais », empruntée à Édouard Perroy mais contestée par d'autres auteurs comme Peter Lewis.
À côté de ses ouvrages spécialisés et de ses très nombreux articles, il a écrit des synthèses destinées à un plus large public comme l’Histoire du Bourbonnais ou La Guerre de Cent Ans.

## Publications
- De la seigneurie à l'État : le Bourbonnais pendant la Guerre de Cent Ans, Moulins, Imprimeries réunies, 1969, 434 p. (présentation en ligne), [présentation en ligne], [présentation en ligne]. Tiré de la thèse principale. Le texte est initialement paru sous la forme de dix-huit articles dans le Bulletin de la Société d'émulation du Bourbonnais, 1964-1965, 1966-1967 et 1968-1969. Pour la publication imprimée, l'essentiel de l'appareil scientifique (bibliographie détaillée, présentation des sources, pièces justificatives, etc.) a été retranché.
- Les ducs de Bourbon pendant la crise monarchique du XVe siècle. Contribution à l'étude des apanages, Paris, Publications de l'Université de Dijon, Les Belles Lettres, 1962, 219 p. (Thèse complémentaire.)
- La Guerre de Cent Ans (coll. « N »), Paris, Nathan, 1974, 224 p.
- Histoire du Bourbonnais (coll. « Que sais-je ? »), Paris, PUF, 1960.
- Nouvelle histoire du Bourbonnais, Roanne, Horvath, 1985 (direction du volume et rédaction, avec André Guy, de la partie concernant le Moyen Âge).
- Histoire des communes de l'Allier (dir.), 3 vol., Roanne, Horvath, 1986 (un volume pour chacun des arrondissements du département).
- Histoire du Nivernais (dir., avec Jean-Bernard Charrier), Dijon, Éditions universitaires, 1999.
- Les ducs de Bourbon, le Bourbonnais et le royaume de France à la fin du Moyen Âge : recueil d'articles  (préf. Olivier Mattéoni), Yzeure, Société bourbonnaise des études locales, 2005, 224 p. (ISBN 2-9517544-1-8, présentation en ligne).

Voir Olivier Mattéoni, « Bibliographie des travaux d'André Leguai », Études bourbonnaises, n° 293-294, 2002, p. 375-384.